# Federico Mistrangelo
Federico Mistrangelo (Genova, 11 maggio 1981) è un ex pallanuotista e allenatore di pallanuoto italiano, allenatore della De Akker Team.

## Biografia
È il figlio di Claudio, ex pallanuotista, allenatore ed ex direttore sportivo della Rari Nantes Savona. 
Ha giocato nella Rari Nantes Savona e nella Pro Recco, conquistando nel corso della carriera due Coppe LEN ed una Supercoppa LEN. Ha iniziato la carriera da allenatore nelle giovanili della Rari Nantes Savona. Dal 2021 allena la De Akker, squadra di Bologna con cui nel 2022 ottiene la promozione in Serie A1.
Nel novembre 2023 viene nominato allenatore della nazionale giovanile italiana Under-16, con la quale nel 2025 conquista la medaglia d'oro agli europei di categoria.

## Palmarès

### Club
- Coppe LEN: 2

R.N. Savona: 2010-11, 2011-12
- Supercoppa LEN: 1

Pro Recco: 2003

### Nazionale
- Europei

Budapest 2001: 
- Giochi del Mediterraneo

Pescara 2009: 